# Povel Widestrand
Povel Widestrand (* 1992 in Öckerö) ist ein schwedischer Jazzmusiker (Piano, Komposition), der seit 2012 in Berlin lebt.

## Leben und Wirken
Widestrand bereitete sich nach einer klassischen Klavierausbildung 2011 an der Fridhems Folkhögskola in Svalöv auf sein Studium vor, das er 2012 am Jazz-Institut Berlin bei Wolfgang Köhler begann. 2017 schloss er sein Studium mit Bestnote ab.
Widestrand ist nicht nur für seine Arbeit mit dem kollaborativen Holon Trio bekannt, für das er komponiert und mit dem er auch auf Festivals wie dem Copenhagen Jazz Festival auftrat. Zugleich ist er Mitglied von Gruppen wie Dyki Lys (um Ganna Gryniva), Leléka, dem Mirna Bogdanović Quintet, dem Felix Henkelhausen Quintet und dem Musina Ebobissé Quintet, mit denen er tourte und Alben einspielte. Als Repräsentant Schwedens arbeitete er 2019 im Euroradio Jazz Orchestra der Europäischen Rundfunkunion. Er ist zudem auf dem Album Space Big Band (Double Moon Records 2021) der Knudsen / Rudzinskis Space Big Band zu hören. In seinen Kompositionen versucht er neue Wege bei der Überschreitung der Grenzen zwischen geschriebenem Material und improvisierter Musik zu finden.

## Preise und Auszeichnungen
2015 wurde das Holon Trio Preisträger beim Europäischen Burghauser Nachwuchs-Jazzpreis. Widestrand erhielt 2018 als Newcomer des Jahres den Jazzkatten von Sveriges Radio.

## Diskographische Hinweise
- Holon Trio: Holon (Mons Records, 2016, mit Mathias Højgaard Jensen, Lukas Akintaya)
- Holon Trio:  Shields Dow (Berthold Records 2019)
- Ensemble Reflektor / Holon Trio / Holly Hyun Choe Ad Astra (Paschen 2022)